# Meridiastra calcar
Meridiastra calcar is een zeester uit de familie Asterinidae.
De wetenschappelijke naam van de soort werd in 1816 gepubliceerd door Jean-Baptiste de Lamarck.